# Nhà thờ thánh Maria Madalena
Nhà thờ thánh Maria Madalena (tiếng Nga: Храм Марии Магдалины, Khram Marii Magdaliny) là một nhà thờ của Chính Thống giáo Nga tọa lạc trên Núi Olives, gần Vườn Gethsemani ở phía đông Jerusalem.

## Lịch sử

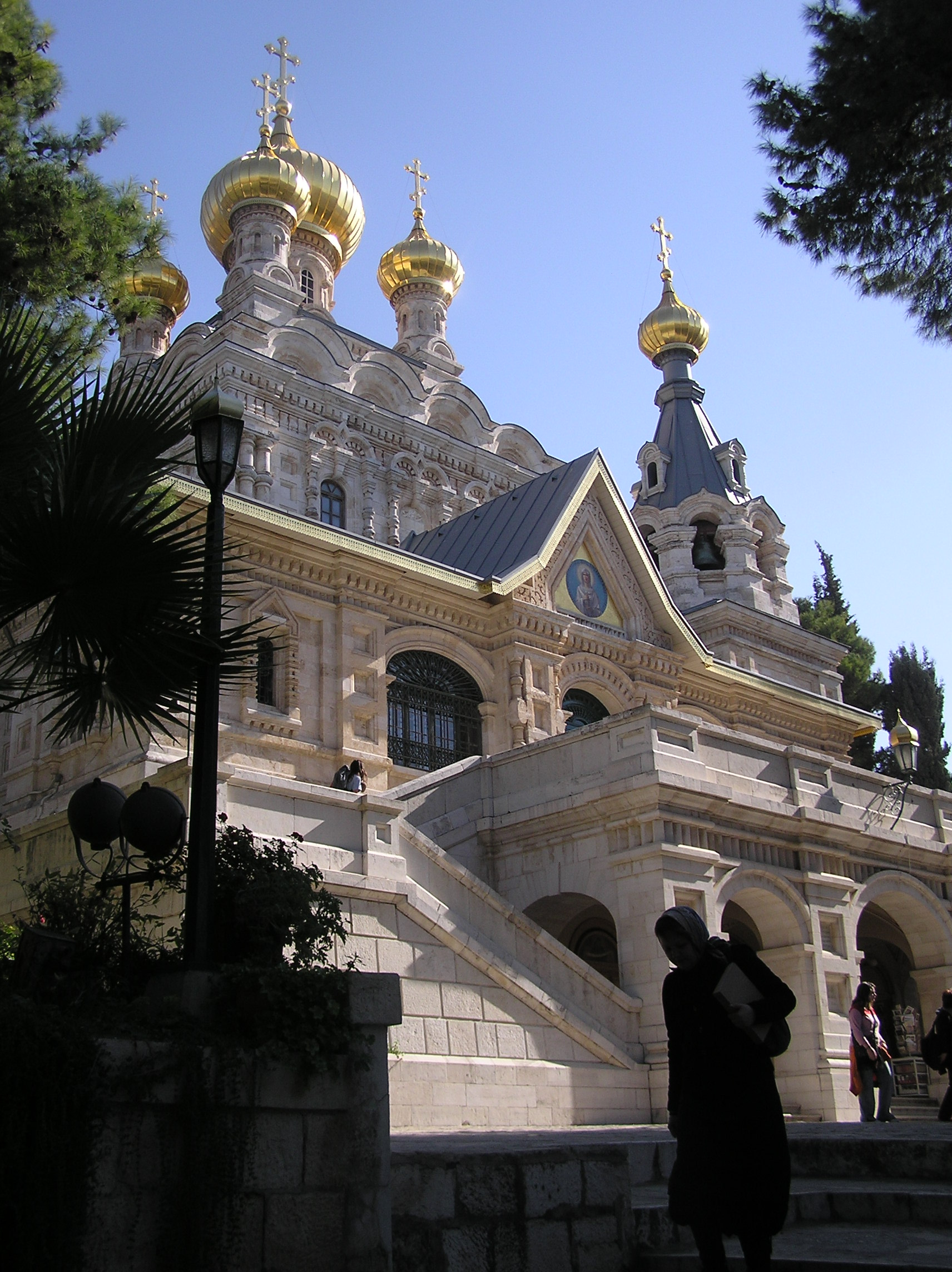
Lối vào nhà thờ

Nhà thờ này được cung hiến cho thánh nữ Maria Madalena, một môn đệ của chúa Giêsu. Theo chương 16 trong phúc âm thánh Máccô, thì Maria Madalena là người đầu tiên gặp chúa Giêsu sau khi Người sống lại (Mark 16:9). Bà được xem là một trong số những người phụ nữ nhiệt thành tin tưởng vào chúa Giêsu, – cùng với Maria ở Bethania – mà một số người cho rằng cả hai nhân vật này chỉ là một người.
Nhà thờ này được xây dựng năm 1886 bởi sa hoàng Alexandr III để vinh danh bà mẹ của ông, hoàng hậu Maria Aleksandrovna của Nga, và được xây dựng theo thiết kế của kiến trúc sư David Grimm theo phong cách mái dốc hình đa giác truyền thống trong thế kỷ thứ 16 và 17 ở Nga, và có 7 mái vòm mạ vàng hình củ hành riêng rẽ.
Hai thánh tử đạo - Yelizaveta Fyodorovna (Elisabeth của Hessen) và người bạn nữ tu của bà Varvara Yakovleva - được mai táng trong nhà thờ này.
Trong thập niên 1930, Alice xứ Battenberg - mẹ của Philip, Vương tế Anh - đã viếng thăm nhà thờ này và yêu cầu được an táng ở đây, gần bên người dì của bà Yelizaveta Fyodorovna (Elisabeth của Hessen). Năm 1969, bà từ trần tại cung điện Buckingham. Năm 1988, xác của bà đã được chuyển tới an táng trong hầm mộ dưới nhà thờ này.

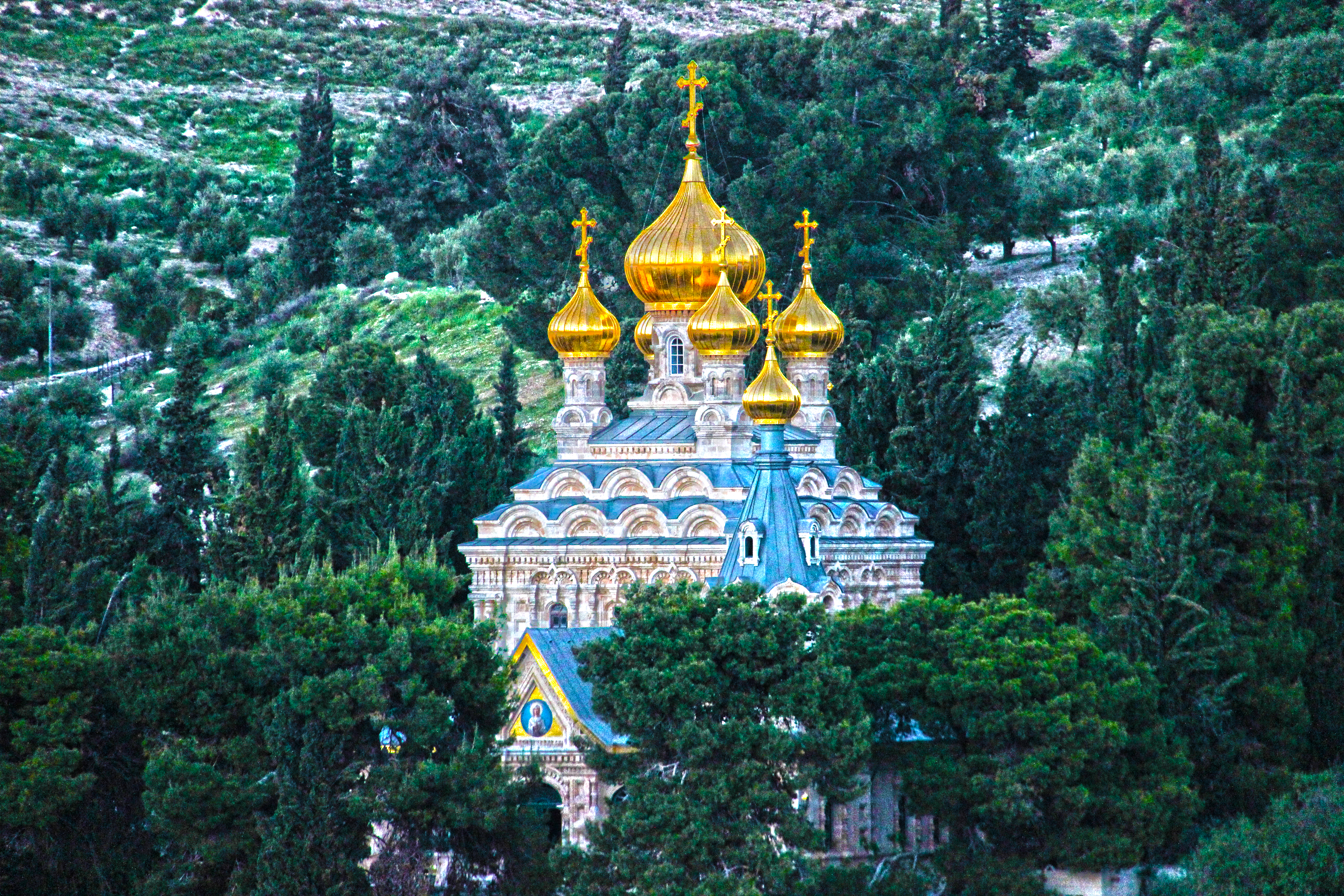